# Prundu, Teleorman
Prundu este un sat în comuna Lunca din județul Teleorman, Muntenia, România.

## Istorie
Satul Prundu, component al comunei Lunca, județul Teleorman, este locuit in totalitate de rudari, adică lucrători de lemn.
Etimologic vorbind “rudar” este cel care scoate aur din gârle. Astfel de împrejurări ofereau râurile țării noastre cu multe secole în urmă. Rudarii nu recunosc a fi rromi (țigani), dar nici romani.
Ei doresc să li se spună rudari considerând acest cuvânt ca pe o emblemă. Patria lor este pădurea, lucru care ar explica de ce din căutători de aur pe albia râurilor au ajuns lucrători în lemn, lucrul acesta petrecându-se probabil în momentul în care râurile nu le-au mai oferit aurul necesar existenței.
Revenind la satul Prundu, după cum spun bătrânii satului ei, (rudarii) s-au fi așezat, în acest loc pe la 1925, venind de la lupărie, tot o zonă de padure, aparținând unei comune vecine. La inceput au fost cateva familii care și-au construit bordeie, locuințe specifice rudarilor. Având în vedere faptul că nu erau statornici, bordeiele au fost construite in padure pe moșia boierului Grigorică Raioseanu.
Cu timpul ei nu au mai parasit aceste locuri datorită bunei înțelegeri cu boierul dar și datorită faptului ca aici a ieșit, lemnul necesar pentru a produce unelte de utilitate casnică care valorificate, le asigurau existența.
La început această mică așezare purta numele de Rudari și apartinea de comuna Saelele. O dată cu noua împărțire administrativă și cu schimbarea denumirii unor localități, această așezare a luat denumirea de Prundu (satul era asezat pe un prund al râului Olt) și a intrat în componența comunei Lunca.
Este de reținut faptul că rudarii s-au supus tot timpul legilor țării cu toate că erau la adăpostul pădurii. Bărbații îsi satisfaceau stagiul militar și au participat la cel de Al Doilea Război Mondial, unii dintre ei cunoscând ororile lagărelor comuniste.
Dupa marea conflagrație, localitatea a continuat sa evolueze din punct de vedere demografic.
Locuintele de baza au rămas bordeiele, dar au inceput sa apară și primele case de caramidă, care era produsă de ei. Ocupația era aceeași pe care o moșteniseră, și anume prelucrarea lemnului.

Natalitatea era destul de ridicată însă mortalitatea foarte mare, făcea ca sporul natural sa fie totusi mic. Populatia de rudari nu a cunoscut colectivizarea datorită suprafețelor mici de terenuri pe care le dețineau și pe care le primiseră de la boierul Grigorică Paioseanu, fapt ce i-a obligat în continuare să-și castige existenta din prelucrarea lemnului.
Bărbații produceau unelte de utilitate casnică (linguri, albii, fuse, scaune) pe care rudaresele le comercializează pe produse sau bani. Barbatii rareori păraseau localitatea de cele mai multe ori cand îsi satisfăceau stagiul militar.
Anii socialismului și-au pus amprenta și pe viața locuitorilor satului Prundu. Datorită procurarii din ce in ce mai greu a materialului lemons, multi rudari dar si rudarese au luat calea I.A.S.-ului si a C.A.P-ului.
Prin anii 1980 a aparut o noua ocupatie in randul rudarilor și anume legumicultura, ocupație care tinde sa devina de bază in ultimii ani.
Din punct de vedere demografic anii cei mai prolifici au fost epoca Ceaușescu, cunoscută prin legile sale aberante, mutilând pe viață, multe femei dar mărind numărul de copii ai satului.
Numărul locuitorilor a crescut și mai mult în ultimii ani cand foarte multi rudari care lucrau in foarte multe orase s-au reintors în sat intemeind noi familii.
Numărul locuitorilor satului Prundu depaseste cifra de 1500, majoritatea dintre acestia fiind tineri și copii.
Așezarea a cunoscut și o creștere economică mai evidentă în ultimii ani, cand a aparut o noua ocupatie: legumicultura.
Lucrul acesta a determinat în special disparitia bordeiurilor și aparitia locuințelor cu mai multe camere construite în majoritate din caramidă. Au apărut primele mașini, proprietate personală. Majoritatea gospodăriilor dețin un cal si o caruta, o vacă sau o capră, pământul puțin pe care îl au nepermințându-le mai mult.
Cu toate aceste creșterea economică, nivelul de trai ramane scăzut datorită, numărului mare de membrii ce compun o familie, veniturile acesteia fiind mici în comparatie cu necesitățile vieții zilnice.
Din punct de vedere edilitar singurele institutii de interes public ce se găsesc pe raza satului sunt: dispensarul (mai mult un punct sanitar) si școala.
Satul Prundu este aproape izolat de restul localitatilor din cauza șoselei prost întreținute ce devine aproape impraticabilă pentru mijloacele de transport în comun.
Dispensarul funcționează într-o mică clădire cu dotări slabe, serviciile medicale fiind asigurate de o singura asistentă medicală care acordă mai ales primul ajutor. În sat nu există nici un post telefonic astfel incât cazurile de urgență medicală, incendii, calamitati naturale nu se pot anunța pentru intervenții rapide și eficiente pentru comunitatea locală.
Satul Prundu nu dispune de un cămin cultural, bibliotecă, unități de prestări servicii, atât de necesare comunității locale indiferent dacă aceasta este constituită din rromi, romani, rudari sau alte etnii. Este normal ca toti cetățenii acestei țări să aiba aceleași drepturi și indatoriri indifferent de nationalitate, religie, sex sau apartență politică.
Pe teritoriul satului functioneaza o școală, în care învață copiii familiilor de rudari. Bătrânii satului spun ca rudarii au avut întotdeauna dorința de a învăța.